# Kunovica
Kunovica (cyr. Куновица) – wieś w Serbii, w okręgu niszawskim, w mieście Nisz. W 2011 roku liczyła 1806 mieszkańców.